# Willem Molijn
Willem Hendrik Molijn (* 20. Juli 1874 in Utrecht; † 9. Juni 1957 in Den Haag) war ein niederländischer Fechter.

## Karriere
Molijn nahm 1912 an den Olympischen Spielen in Stockholm teil. Hier erreichte er im Degenfechten im Achtelfinale den sechsten Rang in seiner Gruppe und schied aus.